# Chapelle Saint-Joseph-aux-Bassots de Villers-le-Lac
La chapelle Saint-Joseph-aux-Bassots est une chapelle, protégée des monuments historiques, située sur le territoire de la commune de Villers-le-Lac, dans le département français du Doubs. La chapelle des Bassots est incontestablement la plus remarquable parmi les nombreuses chapelles érigées à proximité de la frontière suisse à l’époque de la Contre-réforme.

## Histoire
Attestée par acte signé de Claude Binétruy les Veuves et Isabelle du Corral del Pignero, la construction de la chapelle est décidée en 1682 et est terminée vers 1685-1690. Le clocher porche date, quant à lui, de 1703.
La chapelle est inscrite au titre des monuments historiques en 1979.

## Architecture
La chapelle illustre le pur style franc-comtois avec son clocher à dôme à l'impériale qui domine le porche. Bien que d'un extérieur très sobre, elle renferme un très riche mobilier, essentiellement d'origine.
Orientée nord-est, la chapelle, dont le plafond est décoré, est à nef unique rectangulaire et supporte un arc triomphal supporté par des pilastres toscans. Le chœur est également rectangulaire, à voute d'ogive retombant sur des culots moulurés. La tour-clocher est de plan rectangulaire, s'élève sur deux étages et est coiffée d'un clocher à dôme à l'impériale.

## Mobilier
L'église possède un riche mobilier d'époque XVIIe et XVIIIe siècles dont certains sont classés à titre objets des monuments historiques : nombreux objets de culte (ciboires, bâtons de processions, etc.), tableaux, statues et autels.